# Tiquadra inscitella
Tiquadra inscitella är en fjärilsart som beskrevs av Walker 1863. Tiquadra inscitella ingår i släktet Tiquadra och familjen äkta malar. Inga underarter finns listade i Catalogue of Life.